# Ал Сасо (Тревизо)
Ал Сасо (итал. Al Sasso) је насеље у Италији у округу Тревизо, региону Венето.
Према процени из 2011. у насељу је живело 78 становника. Насеље се налази на надморској висини од 57 м.